# Kristin Baker
Kristin Baker (* 1975 in Stamford (Connecticut)) ist eine US-amerikanische Malerin.
Bekannt wurde die Tochter eines Rennfahrers vor allem mit einer Reihe von großformatigen Bildern mit abstrakten oder stark abstrahierten Motiven in Acryl. Sie nutzt dabei Schablonen und Techniken der Schildermalerei.
1998 BFA an der School of the Museum of Fine Arts der Tufts University in Boston, MA.
2002 MFA Painting an der Yale University in New Haven, CT.
Ihre Arbeiten wurden in zahlreichen internationalen Galerien und Museen gezeigt, u. a. dem Whitney Museum of American Art und dem P.S.1 Contemporary Art Center in New York, dem Musée National d’Art Moderne im Centre Georges-Pompidou in Paris und der Royal Academy of Arts in London.
Sie lebt und arbeitet in New York City.

## Öffentliche Sammlungen
- Saatchi Gallery
- Whitney Museum of American Art